# 鈴木ツタ
鈴木 ツタ（すずき ツタ）は、日本の漫画家、イラストレーター。愛媛県新居浜市出身、東京都在住。女性。血液型はA型。

## 人物
主にボーイズラブ作品を執筆。同人活動を経て、商業誌デビュー。

## コミック
- hand which（2006年4月発行、バンブー・コミックス 麗人セレクション、竹書房）
- この世 異聞（2006年11月 - 2013年5月発行、全7巻、ビーボーイコミックス、リブレ出版）
- あかないとびら（2007年6月発行、バンブー・コミックス 麗人セレクション、竹書房）
- 3軒隣の遠い人（2007年9月発行、キャラコミックス、徳間書店）
- 僕の知るあなたの話（2009年1月発行、バンブー・コミックス 麗人セレクション、竹書房）
- WORK in（2010年3月発行、メガストアコミックス ドラコミックス、コアマガジン）※初回限定版も同時刊行
- メリーチェッカ（2011年1月発行、キャラコミックス、徳間書店）
- 天地創造デザイン部（蛇蔵と原作共同担当、たら子が作画担当、講談社）
- BARBARITIES（『MAGAZINE BE×BOY』2014年5月号 - 2021年6月号、全4巻、リブレ出版）
- Fate/Prototype 蒼銀のフラグメンツ（原作：桜井光 / TYPE-MOON、原作イラスト：中原、『TYPE-MOONコミックエース』2023年7月 - 、KADOKAWA）

## 小説イラスト
- NOW HERE 木原音瀬 （2008年5月発行、Holly NOVELS、蒼竜社）

## ドラマCD
- あかないとびら （2008年1月25日発売、ムービック）
- この世 異聞 （2006年11月25日発売、インディペンデントレーベル）
- WORK in 限定版ミニドラマCD（2010年3月25日発売、コアマガジン）※WORK in 初回限定版に付属
- WORK in （2010年8月25日発売、フィフスアベニュー）
- この世 異聞 其ノ弐 （2010年11月25日発売、インターコミュニケーションズ）
- 3軒隣の遠い人（2011年4月27日発売、ジェネオン・ユニバーサル）
- 僕の知るあなたの話（2011年6月22日発売、ジェネオン・ユニバーサル）
- この世 異聞 〜狐の嫁入り〜（2011年8月24日発売、ムービック）